# Politické strany v Německu
Mezi politickými stranami Německa najdeme řadu tradičních stran, které hrály velkou úlohu při vytváření politického spektra v celé Evropě.

## Současná situace
V německém parlamentě (Bundestag) je již řadu let zastoupeno pět stran respektive frakčních společenství: SPD, CDU/CSU, FDP, Zelení a PDS. Tento na první pohled jednoduchý výčet je poněkud komplikován formou spolupráce (u frakčního společenství CDU/CSU) a formou společných listin Die Linkspartei/PDS a nově vzniklé strany WASG.
Mimo to existuje v Německu nepřehledné spektrum malých stran a útvarů, které o tento status usilují. Některé z nich se nacházejí na okrajích stranického spektra, a to jak na krajně levicovém tak i na krajně pravicovém.

### Hlavní politické strany
Poválečný politický systém dvou a půl stran (SPD, CDU/CSU a FDP) byl změněn roku 1983, když strana Zelených (Die Grünen) docílila 27 mandátů ve spolkovém sněmu; od roku 1990 je ve spolkovém sněmu jako pátá strana zastoupena i PDS, později pod jménem Die Linkspartei, dnes Die Linke (po sloučení s WASG).
- SPD – tradiční německá sociální demokracie
- CDU – konzervativní Křesťanskodemokratická unie, jedna z pilířů německého parlamentního systému, spolupracuje tradičně s bavorskou stranou CSU (kde CDU není zastoupena)
- CSU – Křesťansko-sociální unie, která existuje a kandiduje pouze v Bavorsku; na celoněmecké úrovni spolupracuje těsně s CDU
- FDP (Svobodně demokratická strana) – hrála v minulosti značnou roli jako koaliční partner ve vládách s SPD resp. CDU/CSU (FDP se podílela celkem 42 let na spolkových vládách).
- Bündnis 90/Die Grünen (Spojenectví 90/Zelení) – zástupce tzv. „alternativní“ levice
- AfD (Alternativa pro Německo) – národní strana hájící zájmy Německa a Němců proti nepřizpůsobivým, stavící se proti migraci
- Die Linke (Strana levice) – vznikla v červnu 2007 sloučením na Die Linkspartei.PDS v roce 2005 přejmenované PDS s WASG

Při volbách do spolkového sněmu vystupují CDU a CSU společně jako frakce CDU/CSU. Bündnis 90/Die Grünen vznikly sloučením strany Zelených (Die Grünen) v západních spolkových zemích se společenstvím Bündnis 90, opozičním hnutím na území bývalé NDR.

### Strany v zemských parlamentech
Následující strany nehrají na celostátní úrovni významnou roli, při volbách do zemských sněmů (a také při komunálních volbách) však dosahují jistých úspěchů, přinejmenším překonání 5 % hlasů a tím účast v parlamentárních či komunálních grémiích.
Zvláštním případem je WASG, která není v zemských parlamentech zastoupena vůbec, v důsledku společné kandidatury s Die Linkspartei jsou však její členové poslanci spolkového sněmu.
- WASG (Arbeit & soziale Gerechtigkeit – Die Wahlalternative) je strana, vzniklá roku 2004 odštěpením levicového křídla SPD; po rozhovorech, vedených během volební kampaně pro předčasné volby do spolkového parlamentu, se uvažuje o sloučení s PDS s cílem lepšího využití volebního potenciálu (PDS v nových spolkových zemích, WASG na území západních zemí); do té doby mají obě strany kandidovat na společných listinách
- SSW – strana dánské menšiny ve spolkové zemi Šlesvicku-Holštýnsku, která má od roku 1955 zaručené mandáty v zemském parlamentě, aniž by musela překonat jinak obvyklou hranici získání minimálně 5 % hlasů
- DVU – strana, zastoupena v několika zemských sněmech, je úřady SRN označována jako extrémně pravicová; v některých volbách (jako při spolkových volbách 2004) kandidovala společně s NPD
- NPD – nacionalistická a populistická strana, jež je často obviňována z blízkosti k neonacismu a dlouhou dobu se vedou diskuse o jejím zákazu. Je zastoupena v zemských sněmech v Sasku a Meklenbursku-Předním Pomořansku.